# بطاقة مثقبة

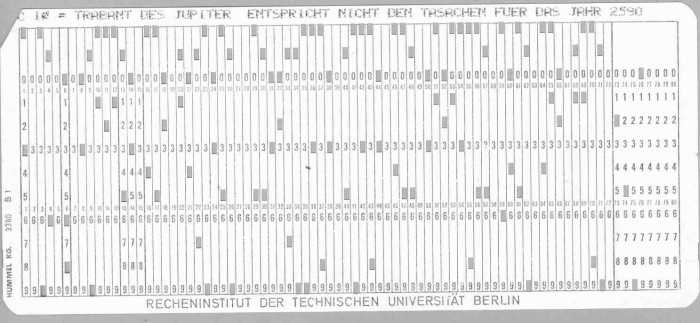
مثال لبطاقة مثقبة

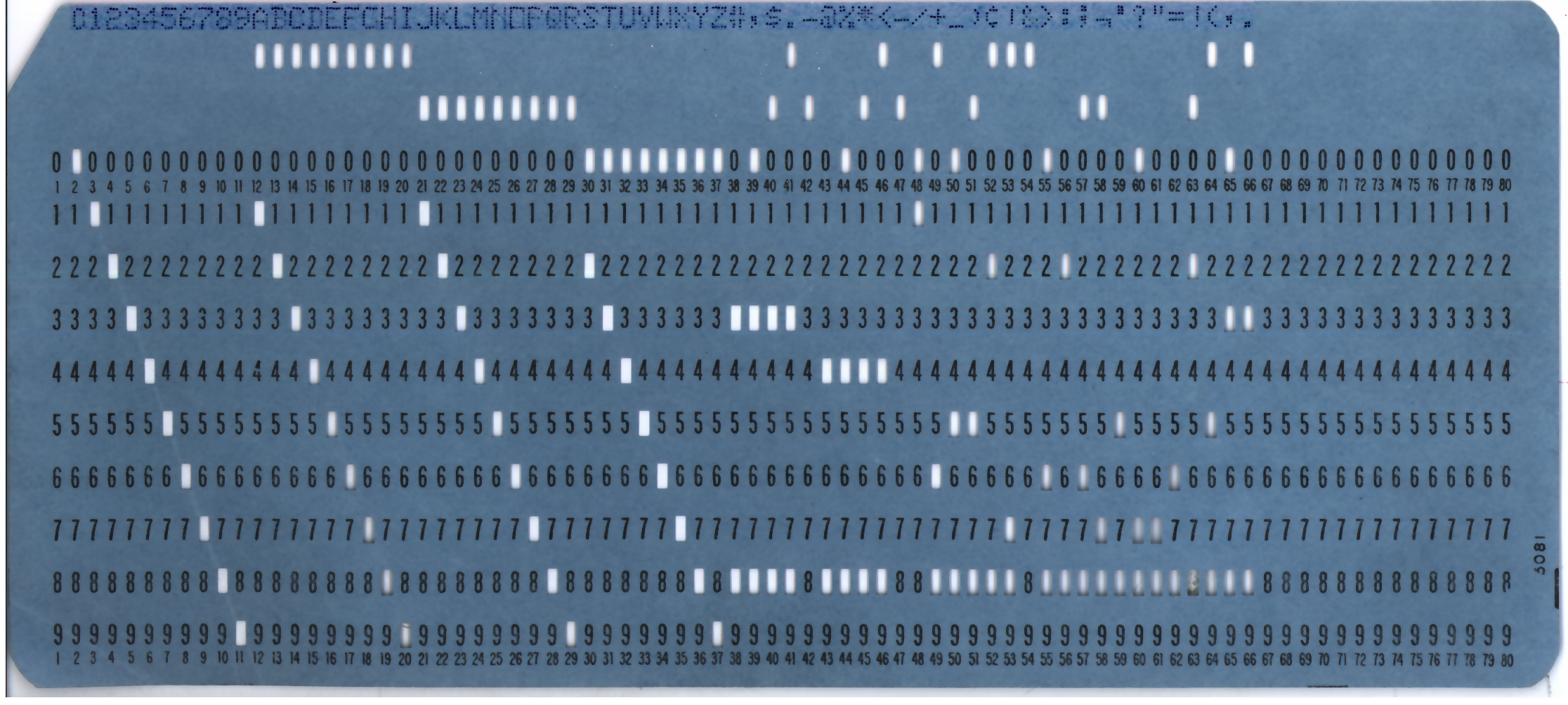

البطاقة المُثقَّبة (بالإنجليزية: Punched card)‏ هي بطاقة مصنوعة من ورق خاص يمكن استخدامها لتخزين المعلومات عن طريق وجود الثقوب أو غيابها في مواقع محددة. لعبت البطاقات المثقبة دوراً هاماً في معالجة المعلومات بشكل آلي خلال النصف الثاني من القرن العشرين. كان بالإمكان قراءة المعلومات المخزنة على هذه البطاقات بطريقة ميكانيكية، ويعتبر إدخال البيانات بواسطة هذه البطاقات في أنظمة الحواسيب من أهم التطبيقات آنذاك.

## نبذة تاريخية
استطاع جوزيف ماري جاكار حوالي سنة 1790 بناء منسج يمكن أن تدار آلياً بواسطة البطاقات المثقبة، ولكن جوزيف ليس مخترع هذه البطاقات رغم أنه وظفها في التنسيج. يعتبر بعض الباحثين أن تاريخ البطاقات المثقبة يعود إلى القرون الوسطى، وقد استخدمت في القرن التاسع عشر في صناديق الموسيقى والأرغونات اليدوية.

## الاستخدام في مجال معالجة المعلومات
أستخدمت البطاقات المثقبة بشكل رئيسي خلال القرن العشرين في معالجة المعلومات، أي مجموعة ذات معنى من البيانات، إذ كان يجري تخزينها بطريقة تتيح لآلة حاسبة مثل آلة حاسبة ميكانيكية أو كهروميكانيكية (ولاحقاً الكمبيوتر) التعامل معها وقراءتها ميكانيكياً. كان الناس يحتفظون بالبرامج الحاسوبية وقتذاك على شكل كومات مرتّبة من البطاقات المثقبة، إذ لم توجد وقتها بدائل كالذاكرات السريعة غير الأشرطة المغناطيسية في ثوبها البدائي. قبل أن توجد الكمبيوترات كانت البطاقات المثقبة تستعمل لتصنيف وتسجيل البيانات.
كانت الخرامة تستعمل في صناعة البطاقات المثقبة، وهذه الخرّامات آلات كبيرة نوعاً ما مزوّدة بما يُشبه لوحة المفاتيح واستخدمت في الغالب من طرف عاملات يضربن على هذه اللوحات لإحداث الثقوب، وفي بعض الأحيان كان يستخدمها المبرمجون لتثقيب بطاقاتهم التي يديرون بها معالجة حوسبية معيّنة.